# Знак «Герою январских событий 1918 года»
Знак «Герою январских событий 1918 года» (также «Герою октябрьских и январских событий 1917-1918») учреждён в 1927 для награждения участвовавших в восстании на заводе «Арсенал».

## Описание
Нагрудный знак вручался непосредственным активным участникам революционных событий на заводе «Арсенал». Изготовлялся из серебра 875-й пробы. Представляет собой выпуклую пятиконечную звезду, покрытую красной эмалью на фоне зубчатого колеса. На фоне красной звезды изображена баррикада восставших рабочих. Внизу знака расположен лавровый венок с красной эмалевой лентой, на которой помещена надпись "1917" на левой части ленты и "1918" на правой части. Слева на изображении помещена надпись «Арсенал», а на красном эмалевом флаге помещена надпись "ЗА ВЛАСТЬ СОВЕТОВ". Высота знака равняется 54,5 мм, ширина 53,8 мм, вес 32,73 грамма. На реверсе ставится клеймо изготовителя, проба металла и номер знака. Также к знаку прилагается удостоверение. Крепится к одежде с помощью резьбового штифта и гайки.